# Municipio de Omphghent
El municipio de Omphghent (en inglés, Omphghent Township) es un municipio ubicado en el condado de Madison, Illinois, Estados Unidos. Según el censo de 2020, tiene una población de 2447 habitantes.

## Geografía
Está ubicado en las coordenadas 38°57′35″N 89°52′11″O / 38.95972, -89.86972 (38.95986, -89.86977). Según la Oficina del Censo de los Estados Unidos, tiene una superficie total de 87.3 km², de la cual 86.2 km² corresponden a tierra firme y 1.1 km² son agua.

## Demografía
Según el censo de 2020, hay 2447 personas residiendo en la zona. La densidad de población es de 28 hab./km². El 94.61 % de los habitantes son blancos, el 0.25 % son afroamericanos, el 0,20 % son amerindios, el 0.20 % son asiáticos, el 0.08 % son isleños del Pacífico, el 0.37 % son de otras razas y el 4.29 % son de una mezcla de razas. Del total de la población, el 1.84 % son hispanos o latinos de cualquier raza.